# Convolvulus commutatus
Convolvulus commutatus är en vindeväxtart som beskrevs av Pierre Edmond Boissier. Convolvulus commutatus ingår i släktet vindor, och familjen vindeväxter. Inga underarter finns listade i Catalogue of Life.